# Hackfleisch-Verordnung
Die Hackfleisch-Verordnung (HFlV) abgekürzte Verordnung über Hackfleisch, Schabefleisch und anderes zerkleinertes rohes Fleisch galt in Deutschland für das gewerbsmäßige Herstellen, Behandeln sowie das Inverkehrbringen von zerkleinertem Fleisch und Erzeugnissen daraus wie Würste, Frikadellen, Schaschlik-/ Dönerspieße, Geschnetzeltes, Innereien, Hackfleisch und dergleichen, solange es roh und nicht zum Beispiel gepökelt oder gebeizt war. Sie ist seit 15. August 2007 aufgehoben und ihre Regelungen sind durch verschiedene Regelungen ersetzt.
Hackfleisch ist wegen seiner schnellen Verderblichkeit ein hygienisch besonders sensibles Lebensmittel und bietet durch seine lockere Oberflächenstruktur und den hohen Eiweißgehalt einen idealen Nährboden für die Vermehrung von Krankheitserregern wie Salmonellen.
Nach der HFlV durfte rohes Hackfleisch nur am Tag der Herstellung verkauft werden und nicht aus ehemals gefrostetem und eventuell aufgetautem, sondern nur aus frischem Fleisch hergestellt werden. Frisch verpacktes Hackfleisch muss ein Verbrauchsdatum tragen („zu verbrauchen bis …“), und die Aufbewahrungstemperatur musste angegeben sein, wobei allerdings häufig praxisferne Temperaturen angegeben wurden (typischerweise 2 °C – typische Kühlschranktemperaturen liegen eher bei 4–8 °C). Die Innentemperatur in Verkaufstheken mit Hackfleisch darf höchstens 7 °C betragen. Tiefgefrorenes Hackfleisch musste abgepackt sein und folgende Hinweise tragen:
- „mindestens haltbar bis …“
- „nach dem Auftauen sofort verbrauchen“

In Deutschland war zum Erwerb einer Gaststättenerlaubnis ein Sachkundenachweis notwendig, sofern man im Gewerbebetrieb Speisen zubereiten wollte. Dieser erfolgte oft durch Beleg der Teilnahme an einer etwa vierstündigen „Unterrichtung im Gaststättengewerbe“ der Industrie- und Handelskammer. Da die Hygienevorschriften zum Hackfleisch einen Schwerpunkt dieser Schulung ausmachten, wurde die Teilnahmebescheinigung im Volksmund auch „Bouletten- oder Klops-Schein“ genannt.
Die Verordnung galt nur für Erzeugnisse aus zerkleinertem Fleisch von geschlachteten oder erlegten warmblütigen Tieren (nicht für wechselwarme wie Fische).